# Aneura brasiliensis
Aneura brasiliensis là một loài rêu trong họ Aneuraceae. Loài này được Ångström Stephani mô tả khoa học đầu tiên năm 1899.